# 三班镇
三班镇，是中华人民共和国福建省泉州市德化县下辖的一个乡镇级行政单位。

## 行政区划
三班镇下辖以下地区：
三班村、泗滨村、东山村、奎斗村、儒坑村、锦山村、龙阙村、桥内村、蔡径村和岭头村。